# Hoisdorfer Teiche
Die Hoisdorfer Teiche sind ein Naturschutzgebiet in der schleswig-holsteinischen Gemeinde Hoisdorf im Kreis Stormarn.
Das rund 42 Hektar große Naturschutzgebiet ist mit der Nummer 47 in das Verzeichnis der Naturschutzgebiete des Ministeriums für Landwirtschaft, Umwelt und ländliche Räume eingetragen. Es wurde 1987 ausgewiesen (Datum der Verordnung: 20. November 1987) und war zunächst rund 30 Hektar groß. 2013 wurde das Naturschutzgebiet um 12 Hektar auf seine jetzige Größe erweitert. Dabei gingen Teile des Landschaftsschutzgebietes „Hoisdorf“, das das Naturschutzgebiet nahezu vollständig umgibt, in diesem auf. Zuständige untere Naturschutzbehörde ist der Kreis Stormarn.
Das Naturschutzgebiet liegt südöstlich von Ahrensburg am Rand von Hoisdorf. Es stellt sechs künstlich angelegte Fischteiche mit den angrenzenden Uferzonen unter Schutz. Von den flachgründigen Teichen werden nur noch zwei extensiv zur Fischzucht genutzt. Die Teiche werden regelmäßig abgelassen und gereinigt, was ein Verlanden verhindert. Die Uferbereiche sind teilweise mit Schilfrohr und Röhricht bestanden. Weiterhin sind zwischen den Teichen liegende Grünlandbereiche in das Naturschutzgebiet einbezogen. Bei der Erweiterung des Naturschutzgebietes 2013 wurden weitere Grünlandflächen, die im Süden sowie im Nordosten an das Naturschutzgebiet angrenzten, in dieses einbezogen.
Das Naturschutzgebiet bietet zahlreichen Vögeln einen Lebensraum. So kommen hier verschiedene Wasservögel wie Zwerg-, Hauben- und Rothalstaucher sowie Höckerschwan, Graugans und unregelmäßig auch Kanadagans vor. Auch Entenvögel wie Krick-, Löffel-, Reiher- und Schellente sind hier heimisch, ebenso Blässhuhn und Teichralle. Die Röhrichtbereiche bieten Rohrammer und Rohrweihe einen geeigneten Lebensraum. Das Naturschutzgebiet ist Rast- und Nahrungsgebiet für See- und Fischadler, Weißstorch, Gänsesäger, Tafelente und verschiedene Limikolen. Auch Kormorane nutzen die Teiche als Nahrungsgebiet. In der Nähe des Naturschutzgebietes befindet sich eine kleine Kormorankolonie. Das Gebiet ist zudem Habitat von Fledermäusen, wie der Wasserfledermaus, dem Großen Abendsegler und der Breitflügelfledermaus, Libellen wie Hufeisen-Azurjungfer, Gemeine Binsenjungfer, Herbst-Mosaikjungfer, Plattbauch, Großer Blaupfeil, Große Heidelibelle und Feuerlibelle sowie Amphibien, unter anderem Moorfrosch, Teichfrosch und Erdkröte. In den Schlammfluren der Teiche kommen u. a. Eiförmige Sumpfbinse, Wasserpfeffer und Nadelsimse vor.
Die Hoisdorfer Teiche sind auch Naherholungsgebiet. Durch Besucher kommt es zu häufigen Störungen, ebenso wie durch Gäste des Tagungshauses Jugendheim Lichtensee, das im Westen an das Naturschutzgebiet angrenzt. Dieses wird vom Verein Jordsand zum Schutze der Seevögel und der Natur betreut.